# Causses-et-Veyran
Causses-et-Veyran é uma comuna francesa na região administrativa de Occitânia, no departamento de Hérault. Estende-se por uma área de 17,65 km². Em 2010 a comuna tinha 621 habitantes (densidade: 35,2 hab./km²).